# Blimbing (Bruno)
Blimbing is een bestuurslaag in het regentschap Purworejo van de provincie Midden-Java, Indonesië. Blimbing telt 3076 inwoners (volkstelling 2010).